# 岩田裕美
岩田 裕美（いわた ひろみ、1949年11月21日 - ）は日本の実業家。NIPPO代表取締役社長。愛知県出身。

## 経歴
- 1973年 - 信州大学工学部 卒業[1]
- 1973年 - 日本鋪道 入社
- 2004年 - NIPPO 環境営業部長
- 2007年 - 同社 中部支店長
- 2007年 - 同社 執行役員
- 2012年 - 同社 常務
- 2013年 - 同社 取締役
- 2014年 - 同社 代表取締役社長[1]